# ジャン・セルヴェ
ジャン・セルヴェ（Jean Servais, 1910年9月24日 - 1976年2月22日）はベルギー生まれの俳優。

## 略歴
アントウェルペン生まれ。大学入学資格をとり法律の勉強をしていたが、俳優を志してブリュッセルのコンセルヴァトワールに入り演技の勉強をし、マレー劇団で初舞台を踏む。その後パリに移り、多くの舞台で成功をおさめ、1931年に映画デビュー。以後、舞台や映画に出演し、端正な二枚目俳優として人気を確立した。
戦後はさらに苦渋を内に秘めた演技力を加え、性格俳優として活躍した。代表作はジュールス・ダッシン監督の『男の争い』(1955)で主演したギャングのボス役が有名。1976年に死去。

## 主な出演作品
- 別れの曲 La chanson de l'adieu (1934)
- レ・ミゼラブル Les Misérables (1934)
- ガラスの城 Le Château de verre (1950)
- 男の争い Du rififi chez les hommes (1955)
- 宿命 Celui qui doit mourir (1957)
- 女が事件にからむ時 Quand la femme s'en mêle (1957)
- 危険な遊び Les Jeux dangereux (1958)
- 熱狂はエル・パオに達す La Fièvre monte à El Pao (1959)
- 史上最大の作戦 The Longest Day (1962)
- ラスベガス強奪作戦 They Came to Rob Las Vegas (1968)
- ロバと王女 Peau d'Âne（1970年）
- リオの男 L'Homme de Rio (1964)
- 淫虐地獄 La plus longue nuit du diable (1971)